# 위으뜸음
위으뜸음은 온음계의 두 번째 음이다. 장음계의 "레", 단음계의 "시", 1-2음과 5-6음 사이가 반음인 온음계의 "파"에 해당한다.